# Germán Garrido
Germán Garrido (Madrid, 15 de junio de 1948) es un golfista español.
Miembro de la familia más ilustre del golf español. Hermano de Antonio y tío de Ignacio. 

## Trayectoria
Germán se hizo golfista profesional en 1963. Jugó en el circuito europeo antes de que se estableciera el Europa Tour en 1973. En su palmarés figuran dos victorias en el Open de Madrid en 1968 y 1973, así como una victoria en el Open de Portugal en 1972.
Germán es el primer profesional del Club de Campo Villa de Madrid y está considerado como el mejor profesor de golf, recibiendo el apelativo de "maestro" de boca de muchos otros profesionales. Es sin duda el mejor profesor del Club de Campo Villa de Madrid.